# Sân vận động Providence
Sân vận động Providence (tiếng Anh: Providence Stadium), hay Sân vận động Quốc gia Guyana là một sân vận động thể thao ở Guyana, thay thế Bourda là sân vận động quốc gia. Sân vận động được xây dựng đặc biệt để tổ chức các trận đấu Super Eight trong Giải vô địch cricket thế giới 2007 được tổ chức vào tháng 3 và tháng 4 năm 2007.
Sân vận động đã tổ chức sáu trận đấu tại World Cup 2007 từ ngày 28 tháng 3 năm 2007 đến ngày 9 tháng 4 năm 2007, đáng chú ý nhất là trận đấu giữa Sri Lanka và Nam Phi, trong đó người giao bóng nhanh của Sri Lanka Lasith Malinga trở thành người giao bóng đầu tiên trong lịch sử môn cricket quốc tế có bốn cú wicket trong bốn lần giao bóng liên tiếp. Được xây dựng chủ yếu cho các trận đấu cricket, sân vận động có thể được chuyển đổi thành một cơ sở đa năng.

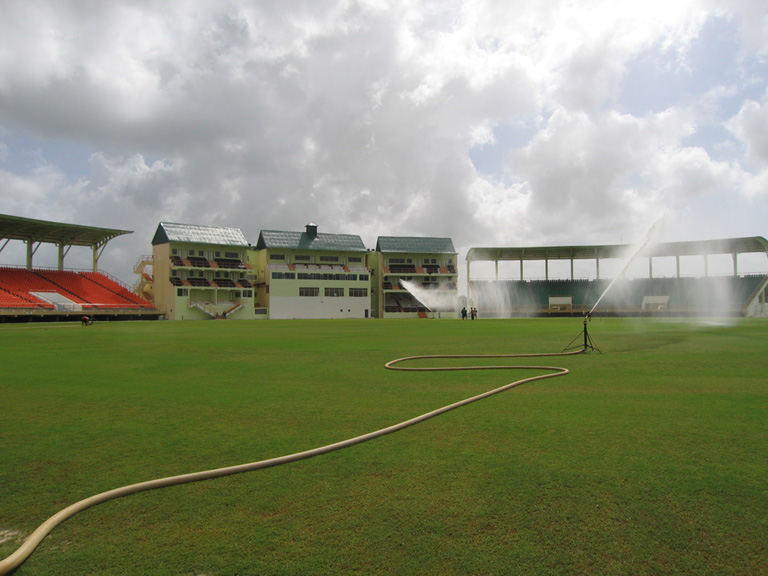
Các tầng ghế khán giả nhìn từ mặt sân

## Lịch sử
Được xây dựng cho Giải vô địch cricket thế giới 2007, sân vận động đã tổ chức sáu trận đấu cricket One Day International như một phần của giải đấu đó, tất cả đều ở giai đoạn Super Eight. Tính đến tháng 6 năm 2016, sân đã tổ chức thêm mười trận đấu ODI kể từ World Cup 2007 bao gồm ba trận đấu Ngày/Đêm lịch sử trong Tri Series 2016 bao gồm Tây Ấn, Úc và Nam Phi. Loạt trận này đại diện cho lần đầu tiên mọi trận đấu ODI được diễn ra dưới ánh đèn pha ở Caribe.
Providence tổ chức trận đấu Test đầu tiên vào năm 2008, với Sri Lanka là đội khách, nhưng đã không tổ chức Trận đấu Test khác cho đến tháng 5 năm 2011, khi Tây Ấn đánh bại Pakistan. Đây cũng là một trong những địa điểm tổ chức Giải vô địch cricket Twenty20 thế giới 2010. Sân đã tổ chức sáu trận đấu vòng bảng, trong đó có 2 trận đấu có đội tuyển Tây Ấn.
Sân cũng đã tổ chức các môn thể thao khác ngoài cricket bao gồm cả bóng đá và cũng đã tổ chức môn thi đấu rugby sevens tại Đại hội Thể thao Trung Mỹ và Caribe 2010. Lễ khai mạc và bế mạc cũng như rất nhiều siêu đại nhạc hội được tổ chức cho Carifesta10 cũng được tổ chức tại đây. Với sự ra đời của Giải cricket Ngoại hạng Caribe, sân vận động này trở thành sân nhà cho nhượng quyền thương mại Guyana Amazon Warriors tổ chức các trận đấu của giải đấu trong mỗi ba mùa giải đầu tiên.
Sân vận động được xây dựng bởi Chính phủ Guyana với sự hỗ trợ tài chính đáng kể từ Chính phủ Ấn Độ. Sân được thiết kế bởi R.K. & Associates (Ram Kishan and Associates - Architects, Engineers, Planners) và được xây dựng bởi Tập đoàn Shapoorji Pallonji. Lũ lụt năm 2005 đã làm chậm quá trình chuẩn bị mặt bằng, và trì hoãn việc khởi công xây dựng, bắt đầu vào tháng 5 năm 2005. Chi phí xây dựng ước tính khoảng 25.000.000 USD.
Với sức chứa 15.000 người, Sân vận động Providence là một trong những nhà thi đấu thể thao lớn nhất ở Guyana, và hiện là nơi tổ chức các trận Test cricket thay vì Bourda. Khu liên hợp bao gồm trung tâm mua sắm và các căn hộ cao cấp. Khách sạn Princess International nằm bên cạnh sân vận động.

## Giao thông
Sân vận động Providence nằm ở bờ phía đông của sông Demerara cách thủ đô Guyana, Georgetown vài km về phía nam. Nằm dọc theo Đại lộ East Bank, sân vận động cách trung tâm thành phố Georgetown 10 phút lái xe và cách Sân bay quốc tế Cheddi Jagan 30 phút lái xe.

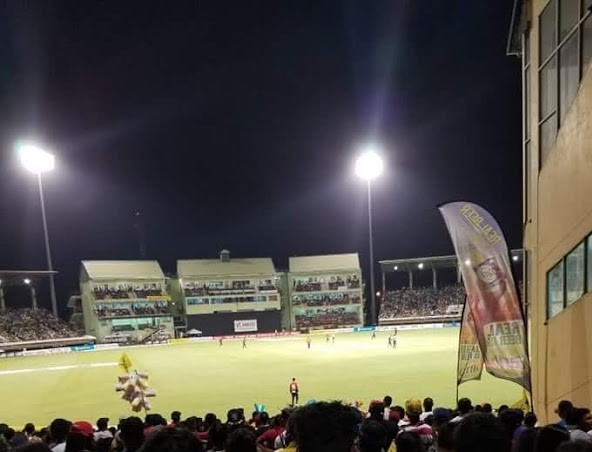
Amazon Warriors vs TKR; Vòng loại CPL 2018

## Kỷ lục

### Test
Sân vận động Providence đã tổ chức hai trận đấu test với Sri Lanka và Pakistan lần lượt vào các năm 2008 và 2011. Các kỷ lục về đánh bóng và chơi bowling sau hai trận đấu này là:
- Điểm đội cao nhất - 476/8 - Sri Lanka vs Tây Ấn
- Điểm cá nhân cao nhất - 136 bởi Mahela Jayawardene
- Điểm đội thấp nhất - 152 toàn trận - Tây Ấn vs Pakistan
- Bowling hay nhất trong một hiệp - 6/42 bởi Saeed Ajmal - Pakistan vs Tây Ấn
- Bowling hay nhất trong một trận đấu - 11/111 bởi Saeed Ajmal - Pakistan vs Tây Ấn

### ODI
Đã có 19 trận đấu ODI được chơi tại Sân vận động Providence kể từ khi sân được xây dựng. Trận đấu gần đây nhất là vào tháng 4 năm 2017 khi Tây Ấn đấu với Pakistan trong trận đấu cuối cùng trong ba trận ODI trên sân nhà.
- Điểm đội cao nhất - 309/6 - Tây Ấn vs Pakistan[7]
- Điểm cá nhân cao nhất - 130* bởi Tamim Iqbal - Bangladesh vs Tây Ấn[8]
- Điểm đội thấp nhất - 98 - Tây Ấn vs Pakistan
- Chạy nhiều nhất - 314 (5 hiệp) Shivnarine Chanderpaul[9]
- Bowling hay nhất trong một hiệp - 7/12 bởi Shahid Afridi - Pakistan vs Tây Ấn[10]
- Wicket nhiều nhất - 12 (4 trận đấu) Sunil Narine[11]

### T20I
Sân đã tổ chức 6 trận đấu Twenty20 International tại Giải vô địch cricket Twenty20 thế giới 2010.
- Điểm đội cao nhất - 191/5 - Anh vs Tây Ấn[12]
- Điểm cá nhân cao nhất - 100 bởi Mahela Jayawardene - Sri Lanka vs Zimbabwe[13]
- Chạy nhiều nhất - 181 (2 hiệp) Mahela Jayawardene[14]
- Bowling hay nhất trong một hiệp - 3/5 Scott Styris - New Zealand vs Zimbabwe[15]
- Wicket nhiều nhất - 5 (2 trận đấu) Darren Sammy[16]

## Danh sách trận đấu có 5 cú đánh wicket
Tính đến 7 tháng 1 năm 2020
Sân vận động Providence đã chứng kiến 10 trận đấu năm có 5 cú đánh wicket được thực hiện trên sân. Bốn trong số này đã được thực hiện trong các trận đấu Test, năm trong ODI và một trong một trận T20I của nữ.

### Trận đấu Test
| STT | Người giao bóng | Ngày                | Đội #1    | Đội #2   | Hiệp | O    | R  | W | Kết quả         |
| --- | --------------- | ------------------- | --------- | -------- | ---- | ---- | -- | - | --------------- |
| 1   | Chaminda Vaas   | 22 tháng 3 năm 2008 | Sri Lanka | Tây Ấn   | 4    | 22,2 | 61 | 5 | Sri Lanka thắng |
| 2   | Saeed Ajmal     | 12 tháng 5 năm 2011 | Pakistan  | Tây Ấn   | 1    | 33   | 69 | 5 | Tây Ấn thắng    |
| 3   | Saeed Ajmal     | 12 tháng 5 năm 2011 | Pakistan  | Tây Ấn   | 3    | 23,5 | 42 | 6 | Tây Ấn thắng    |
| 4   | Darren Sammy    | 12 tháng 5 năm 2011 | Tây Ấn    | Pakistan | 4    | 17   | 29 | 5 | Tây Ấn thắng    |

### One Day International
| STT | Người giao bóng  | Ngày                | Đội #1   | Đội #2     | Hiệp | O   | R  | W | Kết quả        |
| --- | ---------------- | ------------------- | -------- | ---------- | ---- | --- | -- | - | -------------- |
| 1   | Charl Langeveldt | 28 tháng 3 năm 2007 | Nam Phi  | Sri Lanka  | 1    | 10  | 39 | 5 | Nam Phi thắng  |
| 2   | Andre Nel        | 7 tháng 4 năm 2007  | Nam Phi  | Bangladesh | 1    | 10  | 45 | 5 | Nam Phi thắng  |
| 3   | Shahid Afridi    | 14 tháng 7 năm 2013 | Pakistan | Tây Ấn     | 2    | 9   | 12 | 7 | Pakistan thắng |
| 4   | Sunil Narine     | 3 tháng 6 năm 2016  | Tây Ấn   | Nam Phi    | 1    | 9,5 | 27 | 6 | Tây Ấn thắng   |
| 5   | Hasan Ali        | 9 tháng 3 năm 2017  | Pakistan | Tây Ấn     | 2    | 8,5 | 38 | 5 | Pakistan thắng |

### Twenty20 International
| STT | Người giao bóng | Ngày                | Đội #1 | Đội #2     | Hiệp | O   | R | W | Kết quả      |
| --- | --------------- | ------------------- | ------ | ---------- | ---- | --- | - | - | ------------ |
| 1   | Deandra Dottin  | 9 tháng 11 năm 2018 | Tây Ấn | Bangladesh | 2    | 3,4 | 5 | 5 | Tây Ấn thắng |